# Piano Tiles
Piano Tiles (tên trên iOS: Piano Tiles - Don't Tap the White Tile, tên trên Android: Don't Tap the White Tile) là trò chơi điện tử một người chơi đã được phát hành vào ngày 28 tháng 3 năm 2014 bởi Cheetah Mobile và CJ ENM, được tạo bởi Hu Wen Zeng và Heo Min-hoi.
Quy tắc trong trò chơi này là đừng chạm vào ô màu trắng hãy chạm thật nhanh vào những ô màu đen. Khi chạm vào các ô màu, người chơi còn được thưởng thức những bản nhạc nổi tiếng.
Vào cuối tháng 4 năm 2014 trò chơi này là ứng dụng tải về nhiều nhất trên cả hai nền tảng iOS và Android.
Game đã phát triển đến phiên bản thứ 2, Piano Tiles 2 được sản xuất bởi Cheetah Mobile và CJ ENM vào ngày 19 tháng 8 năm 2015.

## Cách chơi
Người chơi chạm vào các ô màu đen trên màn hình, càng chạm thì màn hình sẽ càng cuộn lên trên để xuất hiện thêm các ô màu đen hoặc trắng khác. Người chơi sẽ thua nếu chạm nhầm vào ô màu trắng. Ngoài ra, người chơi cũng không được phép đánh nhảy cóc các nốt đen mà phải đánh theo thứ tự từ nốt thấp nhất lên đến nốt cao nhất. Khi chạm các ô đen, các nốt nhạc của một bản nhạc nổi tiếng như Für Elise hay Ode to Joy sẽ được chơi thành tiếng. Trong Piano Tiles 2 chú ý với những ô hình màu trải dài và màu xanh, và có kim cương sáng bóng, người chơi sẽ nhấn giữ cho đến khi hết chiều dài của ô đó để bản nhạc của chúng sẽ trở nên có nhịp điệu hơn. Và ở phiên bản 2 này, một số bản nhạc còn xuất hiện những đường trượt màu đỏ vàng. Người chơi phải thật khéo léo trượt làm sao cho hết đường trượt đó để bản nhạc được có nhịp điệu hơn. Những bản nhạc có đường trượt như Danse Chinoise, Christmas Zoo, Warblings At Eve, Rainy Night Flower,... Ngoài ra còn có những phím bùng nổ (Burst) ở trong các bài Canon - Adapted, Jasmine - Adapted, Fur Elise - Adapted,...

## Chế độ
Trò chơi có 7 chế độ chơi, và mỗi chế độ lại có những tùy chọn khác nhau:
- Classic: Mục tiêu là hoàn thành 25 hoặc 50 ô đen càng sớm càng tốt. Ở chế độ này có 5 tùy chọn: 25, 50, Pro, 5x5, 6x6. Ở tùy chọn Pro tương tự như tùy chọn 50 ô nhưng hai ô đen liên tục ở hai cột khác nhau. Đến phiên bản 4.0.3 có thêm tùy chọn "Change", sau mỗi ô sẽ có 1 hàng có ô đen bị đổi vị trí.
- Battle: Đối đầu với 3 người cùng chơi. Mục tiêu là chạm càng nhiều ô càng tốt trong 30 giây. Sau 30 giây sẽ có kết quả cuối cùng. Yêu cầu có kết nối internet để chơi chế độ này. Chế độ này chỉ có trên nền tảng Android.
- Arcade: Là chế độ chơi chạy vô tận. Mục tiêu là "sống" càng lâu càng tốt mà và không được chạm vào ô trắng, tốc độ xuất hiện các ô sẽ nhanh dần theo thời gian trong suốt quá trình chơi. Có 5 tùy chọn: Normal, Faster, Reverse, 5x5, 6x6. Ở tùy chọn Reverse: càng chạm thì màn hình chính sẽ cuộn từ dưới lên trên thay vì từ trên xuống dưới. Có 6 cột mốc tương ứng với các mức điểm sau: (1) 1 sao tương ứng với 50 điểm. (2) 2 sao tương ứng với 200 điểm. (3) 3 sao tương ứng với 500 điểm. (4) 1 vương miện tương ứng với 900 điểm. (5) 2 vương miện tương ứng với 1500 điểm. (6) 3 vương miện tương ứng với 2500 điểm. Trong Piano Tiles 2, với mỗi bản nhạc trong chế độ Music có 6 cột mốc ứng với các tiêu chí sau:
  - 1 sao: Người chơi đã hoàn thành 1/3 bản nhạc.
  - 2 sao: Người chơi đã hoàn thành 2/3 bản nhạc.
  - 3 sao: Người chơi đã hoàn thành bản nhạc và nhận Bonus Time. Hết mốc này đến phần tua tốc độ (Endless tiles), chú ý là càng về sau thì tốc độ chạy càng nhanh.
  - 1 vương miện: Sau Endless tiles người chơi đã hoàn thành ít nhất 1/3 bản nhạc nhưng chưa ấn hết ô ở lần 2.
  - 2 vương miện: Người chơi đã hoàn thành bản nhạc ít nhất 2 lần.
  - 3 vương miện: Người chơi đã hoàn thành bản nhạc ít nhất 3 lần (qua mốc 3 vương miện, tốc độ chạy còn tiếp tục tăng).
- Zen: Mục tiêu là chạm vào càng nhiều ô đen càng tốt trong khoảng thời gian cho phép. Có 5 tùy chọn là 15", 30", Pro, 5x5, 6x6. Ở tùy chọn Pro tương tự như tùy chọn 30" nhưng hai ô đen liên tục ở hai cột khác nhau. Trong chế độ chơi này thì tốc độ là chìa khóa thành công, bởi quá thời gian cho phép, trò chơi sẽ kết thúc. Từ ngày 30/05/2017, trong Piano Tiles 2 có thử thách với mục tiêu tương tự là Classical Gameplay Challenge với 6 cột mốc: từ 1 sao đến 3 vương miện (như chế độ Music).
- Rush: Tương tự chế độ Arcade nhưng thành tích tính theo số ô đen trên giây. Có 5 tùy chọn: Normal, Reverse, Pro, 5x5, 6x6. Ở tùy chọn Pro tương tự như Normal nhưng hai ô đen liên tục ở hai cột khác nhau. Trong Piano Tiles 2:
  - Ở chế độ Hall có 2 mức: Beginner bắt đầu từ mức 3.3 ô đen/giây và Skilled bắt đầu từ mức 5.0 ô đen/giây. Kể từ ngày 18/11/2016 có thêm mức Master, bắt đầu từ mức 7.5 ô đen/giây.
  - Từ ngày 02/05/2017 có thêm 3 thử thách: Slider Tile (đường trượt), Combo Tile (ô đen 2x2), Double Tile (2 ô đen cùng lúc) và cũng có 6 cột mốc: từ 1 sao đến 3 vương miện (như chế độ Music).
  - Từ ngày 30/05/2017 có thêm 2 thử thách: Accompaniment Challenge (đánh đàn như thật), Single Tile Challenge (đánh từng ô, không có 2 ô đen cùng lúc).
- Relay: Có 5 tùy chọn: 8", 10", 12", 5x5, 6x6. Mục tiêu là chạm vào 50 ô đen trong vòng 8 giây; 10 giây hoặc 12 giây. Trong khoảng thời gian trên, người chơi chưa chạm đủ 50 ô, trò chơi sẽ kết thúc. Khi người chơi chạm 50 ô trước 8 giây thì thời gian sẽ trả về 8 giây và tương tự với tùy chọn 10 giây hoặc 12 giây.
- Arcade+: Tương tự chế độ Arcade, bao gồm nhiều thách thức hơn. Có các tùy chọn:
  - Bomb: Ở tùy chọn này người chơi phải quan sát ô đen có chứa bom. Nếu chạm vào thì trò chơi sẽ kết thúc.
  - Lightning: Ở tùy chọn này xuất hiện màn hình sáng tối làm cản trở vị trí ô đen.
  - Double: Có hai nốt đen trong cùng một hàng ngang.
  - Bilayer: Xuất hiện ô có dấu "=". Ô này phải bấm hai lần.
  - Mist: Xuất hiện hàng ngang màu xám chưa xác định vị trí ô đen. Người chơi phải chạm vào một số ô nhất định thì hàng ngang màu xám sẽ biến mất và ô đen sẽ xuất hiện tại một trong 4 vị trí ngẫu nhiên.
  - Unstable: Tương tự như chế độ Arcade nhưng tốc độ trôi tăng dần sau đó giảm dần và cứ lặp đi lặp lại.
  - Rotatory: Sau khi bấm một số ô nhất định, màn hình chính sẽ xoay 180 độ.
  - Shaky: Sau khi bấm một số ô nhất định, các ô đen tiếp theo sẽ đổi vị trí.
  - Cloudy: Ở tùy chọn này xuất hiện đám mây làm cản trở vị trí ô đen.
  - Shift: Tương tự Mist nhưng chỉ có 1 hàng bị dao động vị trí ô đen.
  - Change: Tương tự Shaky nhưng chỉ có một ô đen sẽ đổi vị trí.

## Tính năng
- Nhiều chế độ chơi tuyệt vời để bạn không bao giờ bị nhàm chán.
- Bảng xếp hạng bạn bè (Facebook/Twitter).
- Nhạc phim piano cổ điển có thể tùy chỉnh.
- Các chủ đề nhiều màu & hàng tá tùy chọn màu.
- Cách chơi nhịp nhàng.
- Được tối ưu hóa cho màn hình độ phân giải cao.
- Hỗ trợ cộng đồng.